# Quatre Jours de Dunkerque 1959
La 5e édition des Quatre Jours de Dunkerque a eu lieu du 7 au 10 mai 1959. Ses quatre étapes, dont un contre-la-montre individuel, forment un parcours total de 701 kilomètres. Toutes les étapes ont pour arrivée et départ Dunkerque. La première étape, 200 kilomètres, est remportée par le Français Jean Anastasi, qui prend la tête du classement général ; la deuxième étape, 222 kilomètres, l'est par son compatriote Jean-Claude Annaert ; la troisième étape, 227 kilomètres, l'est par le Belge Frans Schoubben ; enfin, la quatrième étape, un contre-la-montre individuel de 52 kilomètres, l'est par le Français Jacques Anquetil, qui remporte le classement général.

## Étapes
| \| Dunkerque \| Dunkerque, dans le Nord-Pas-de-Calais. |
| Dunkerque                                              |

Les quatre étapes ont pour arrivée et départ Dunkerque, et forment donc des boucles. La 4e est un contre-la-montre individuel.
| Étape,    | Date   | Villes étapes         |                             | Distance (km) | Vainqueur d’étape   | Leader du classement général |
| --------- | ------ | --------------------- | --------------------------- | ------------- | ------------------- | ---------------------------- |
| 1re étape | 7 mai  | Dunkerque - Dunkerque |                             | 200           | Jean Anastasi       | Jean Anastasi                |
| 2e étape  | 8 mai  | Dunkerque - Dunkerque |                             | 222           | Jean-Claude Annaert | ?                            |
| 3e étape  | 9 mai  | Dunkerque - Dunkerque |                             | 227           | Frans Schoubben     | ?                            |
| 4e étape  | 10 mai | Dunkerque - Dunkerque | Contre-la-montre individuel | 52            | Jacques Anquetil    | Jacques Anquetil             |

## Classement général
| Classement général final, | Classement général final, | Classement général final, | Classement général final,         | Classement général final, |
|                           | Coureur                   | Pays                      | Équipe                            | Temps                     |
| ------------------------- | ------------------------- | ------------------------- | --------------------------------- | ------------------------- |
| 1er                       | Jacques Anquetil          | France                    | Helyett-Fynsec                    |                           |
| 2e                        | Joseph Morvan             | France                    | Saint-Raphaël-R. Geminiani-Dunlop |                           |
| 3e                        | Frans Aerenhouts          | Belgique                  | Mercier                           |                           |
| 4e                        | Jean-Claude Annaert       | France                    | Saint-Raphaël-R. Geminiani-Dunlop |                           |
| 5e                        | Pierre Beuffeuil          | France                    | Mercier                           |                           |
| 6e                        | Robert Cazala             | France                    | Mercier                           |                           |
| 7e                        | François Mahé             | France                    | Saint-Raphaël-R. Geminiani-Dunlop |                           |
| 8e                        | Daan de Groot             | Pays-Bas                  | Libertas                          |                           |
| 9e                        | Arthur Decabooter         | Belgique                  | Groene Leeuw                      |                           |
| 10e                       | Frans De Mulder           | Belgique                  | Groene Leeuw                      |                           |
| modifier                  |                           |                           |                                   |                           |